# Liotryphon laspeyresiae
Liotryphon laspeyresiae är en stekelart som först beskrevs av Tohru Uchida 1932.  Liotryphon laspeyresiae ingår i släktet Liotryphon och familjen brokparasitsteklar. Inga underarter finns listade i Catalogue of Life.